# Pholidapus dybowskii
Pholidapus dybowskii is een straalvinnige vissensoort uit de familie van de stekelruggen (Stichaeidae). De wetenschappelijke naam van de soort is voor het eerst geldig gepubliceerd in 1880 door Steindachner.